# 埃内斯特·科斯特
埃內斯特·科斯特（法語：Ernest Quost，1842年2月24日—1931年3月21日）是一名法國印象派畫家。

## 生平

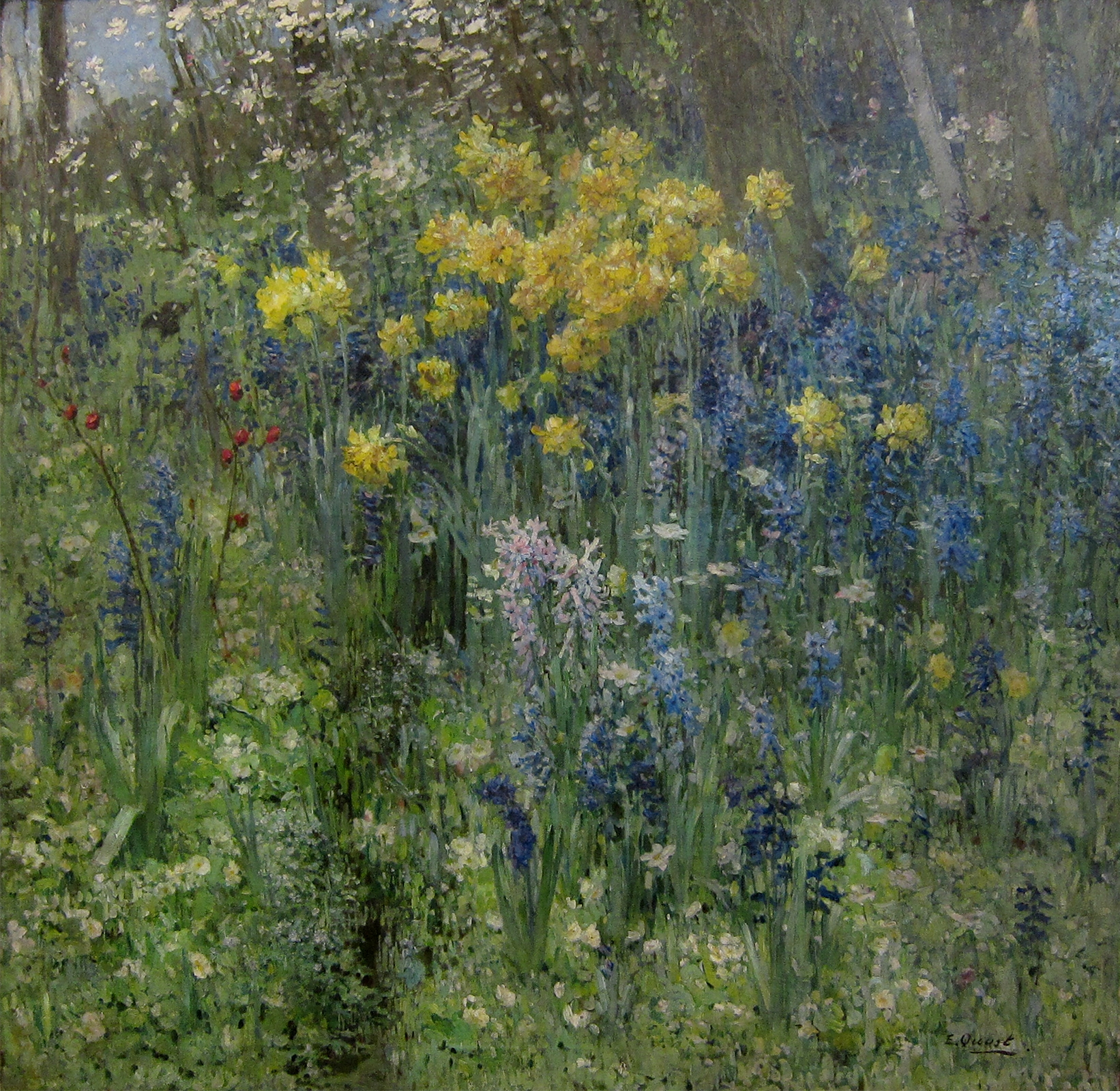
《復活節鮮花》（1890年）

科斯特是一位生動的城市風景、風景、靜物、花卉、水果和粉彩畫家。他可能是霍勒斯·奧蒙（Horace Aumont）在巴黎期間的學生。他於1866年開始參加巴黎沙龍，1880年、1882年、1887年分別獲得法國藝術家沙龍獎章，1889年獲得世界博覽會銀牌。1883年獲頒榮譽軍團騎士勳章，1903年獲頒軍官勳章。
科斯特是一位「巴黎畫家」，他筆下有熙熙攘攘的林蔭大道和舞蹈。他先畫了許多素描，然後在皮埃爾·蒙特贊的工作室作畫。克洛德·莫內非常欣賞科斯特所畫的花，文森·梵谷在給弟弟提奧的信中曾寫道：「蜀葵屬於科斯特」。